# HMS Matchless (G52)
HMS Matchless (G52) là một tàu khu trục lớp M được Hải quân Hoàng gia Anh Quốc chế tạo vào cuối những năm 1930. Nó đã nhập biên chế và phục vụ trong suốt Chiến tranh Thế giới thứ hai, được cho ngừng hoạt động và đưa về lực lượng dự bị vào tháng 4 năm 1946. Chiếc tàu khu trục được bán cho Hải quân Thổ Nhĩ Kỳ vào ngày 16 tháng 7 năm 1959 và đổi tên thành TCG Kılıç Ali Paşa (D350), và phục vụ cho đến năm 1971 trước khi bị tháo dỡ.

## Thiết kế và chế tạo
Matchless được đặt hàng cho xưởng tàu của hãng Alexander Stephen and Sons ở Linthouse, Scotland vào ngày 7 tháng 7 năm 1939 trong Dự toán Ngân sách Hải quân 1938. Nó được đặt lườn vào ngày 14 tháng 9 năm 1940; được hạ thủy vào ngày 4 tháng 9 năm 1941, nhập biên chế vào ngày 12 tháng 2 năm 1942 và hoàn tất vào ngày 26 tháng 2 năm 1942.
Cộng đồng Maidenhead Borough ở Berkshire đã chính thức đỡ đầu cho Matchless sau khi tổ chức một Tuần lễ Tàu chiến vào tháng 3 năm 1942 vốn đã vận động gây quỹ được 550.296 Bảng Anh. Một biểu trưng của con tàu được tặng cho cộng đồng vào tháng 9 năm 1942. Hãng Associated Motor Cycles ở Đông Nam London, vốn sản xuất xe mô-tô Matchless, đã đỡ đầu con tàu một cách không chính thức vào năm 1943. Sau Trận chiến mũi North vào tháng 12 năm 1943, lá cờ chiến trận của nó cùng những vật lưu niệm khác được trao tặng cho công ty.

## Lịch sử hoạt động
Matchless tiến hành chạy thử máy ngoài khơi Firth of Clyde, rồi gia nhập Hạm đội Nhà tại Scapa Flow để huấn luyện tác xạ và tấn công ngư lôi cho thủy thủ đoàn. Hoạt động đầu tiên của nó là hộ tống một Đoàn tàu vận tải Bắc Cực đi Murmansk và bán đảo Kola. Vào ngày 13 tháng 5 năm 1942, nó là một trong số bốn tàu khu trục đã hộ tống cho chiếc tàu tuần dương hạng nhẹ HMS Trinidad (46), vốn bị hư hại trong một chuyến đi vận tải trước đó và được sửa chữa tạm thời, trên đường quay trở về nhà. Đến ngày 15 tháng 5, 20 máy bay ném bom Junkers Ju 88 đã tấn công hải đội, và một quả bom ném trúng đã khiến Trinidad bốc cháy và chết đứng. Matchless đã cứu vớt trên 200 người sống sót rồi đánh đắm chiếc tàu tuần dương bằng ngư lôi.
Vào tháng 6 năm 1942 tham gia Chiến dịch Harpoon, một đoàn tàu vận tải tiếp liệu lớn nhằm tăng viện cho Malta đang bị phong tỏa. Đoàn tàu khởi hành từ Gibraltar vào ngày 12 tháng 6, và Matchless bị hư hại do trúng một quả mìn ngoài khơi Malta vào ngày 15 tháng 6, buộc nó phải đi vào Malta để sửa chữa, và sống sót qua rất nhiều cuộc không kích nhắm vào Malta. Đến tháng 8, nó rời Malta ngụy trang như một tàu chiến Ý, và đi đến Gibraltar vừa kịp lúc để tham gia Chiến dịch Pedestal, đoàn tàu vận tải tiếp liệu tiếp theo nhằm giải vây cho Malta.
Sau Chiến dịch Pedestal, Matchless hộ tống thành công hai đoàn tàu vận tải Bắc Cực đi từ Loch Ewe đến bán đảo Kola: Đoàn tàu JW 51A trong tháng 12 năm 1942 và Đoàn tàu JW 51B trong tháng 12 và tháng 1 năm 1943. Đến tháng 5 và tháng 6, nó hộ tống cho chiếc RMS Queen Mary trong chặng đầu của hành trình vượt Đại Tây Dương khi chiếc tàu biển chở hành khách này đưa Thủ tướng Winston Churchill đi sang Hoa Kỳ. Nó tiếp tục hộ tống các đoàn tàu vận tải Bắc Cực: Đoàn tàu JW 54B vào tháng 11 và Đoàn tàu JW 55A vào tháng 12 năm 1943.
Matchless đang quay trở về từ bán đảo Kola cùng với Đoàn tàu JW 55A vào cuối tháng 12, khi nó cùng với ba tàu khu trục khác được lệnh tách ra khỏi đoàn tàu để trợ giúp cho thiết giáp hạm HMS Duke of York đối đầu với thiết giáp hạm Đức Scharnhorst, sau khi đối phương bị Hải đội Tuần dương 10, bao gồm HMS Belfast (C35), HMS Norfolk (78) và HMS Sheffield (C24) dưới quyền chỉ huy của Phó đô đốc Robert Burnett phát hiện. Chiếc tàu chiến Đức bị tấn công vào ngày 26 tháng 12 trong khuôn khổ Trận chiến mũi North; thoạt tiên bị làm yếu sức bởi hải pháo của Duke of York, rồi bởi ngư lôi phóng từ tàu tuần dương Jamaica và các tàu khu trục Anh và Na Uy. Cuối cùng các tàu khu trục tách ra từ Đoàn tàu JW 55A, bao gồm Matchless, đã tiếp cận và kết liễu Scharnhorst với thêm 19 quả ngư lôi khác. Chỉ có 36 người sống sót, và Matchless đã vớt sáu người trong số họ.
Sau trận chiến, Matchless quay trở về Scapa Flow tiếp nối nhiệm vụ cùng Hạm đội Nhà, và thực hiện nhiệm vụ hộ tống bao gồm các chuyến vận tải Bắc Cực cho đến tháng 8 năm 1944. Sau khi được sửa chữa và tái trang bị tại Hull, nó tiếp tục phục vụ tại Địa Trung Hải cho đến năm 1945, và được cho xuất biên chế vào tháng 4 năm 1946.
Matchless sau đó bị bỏ không tại Portchester Castle thuộc Hampshire, nơi nó ở trong thành phần dự bị ít nhất cho đến năm 1957. Chiếc tàu khu trục sau cùng được bán cho Thổ Nhĩ Kỳ và đưa vào hoạt động như là chiếc TCG Kılıç Ali Paşa (D-350), tên được đặt theo tên vị Đô đốc Thổ Nhĩ Kỳ sinh tại Ý vào thế kỷ 16 Uluç Ali Reis (1519–1587). Nó phục vụ cùng Hải quân Thổ Nhĩ Kỳ cho đến năm 1971, khi nó được cho rút khỏi danh sách đăng bạ hải quân và bị tháo dỡ.

## Di sản
Sau chiến tranh, một Hiệp hội HMS Matchless được thành lập quy tụ những nhân sự từng phục vụ trên con tàu.  Biểu trưng con tàu vốn được tặng cho cộng đồng Maidenhead Borough vào năm 1942 đã bị thất lạc. Trong một thời gian, lá cờ chiến trận của con tàu trong trận chiến mũi North được treo trong văn phòng giám đốc của hãng Associated Motor Cycles tại Plumstead. Lá cờ cùng với một bức ảnh của con tàu và một lá thư của Hạm trưởng, Thiếu tá Hải quân J. Mowlam, đã bị mất khi Associated Motor Cycles bị phá sản vào năm 1966.